# Rockingham (Regno Unito)
Rockingham è un villaggio e parrocchia civile dell'Inghilterra, appartenente alla contea del Northamptonshire.